# Relicina vinasii
Relicina vinasii är en lavart som beskrevs av Elix. Relicina vinasii ingår i släktet Relicina och familjen Parmeliaceae.   Inga underarter finns listade i Catalogue of Life.